# Parajoesse nagaensis
Parajoesse nagaensis là một loài bọ cánh cứng trong họ Cerambycidae.